# 聖カタリナの神秘の結婚 (メムリンク)
『聖カタリナの神秘の結婚』（せいカタリナのしんぴのけっこん、英: Mystic Marriage of St. Catherine）、または『聖母子とアレクサンドリアの聖カタリナ、聖バルバラ』（せいぼしとアレクサンドリアのせいカタリナ、せいバルバラ、英: Virgin and Child with Saints Catherine of Alexandria and Barbara）は、初期フランドル派の画家ハンス・メムリンクが1480年ごろ、オーク板に油彩で制作した絵画である。現在、ニューヨークのメトロポリタン美術館に所蔵されている。作品は、幼子イエス・キリストを抱いて玉座に就いている聖母マリアを表している。アレクサンドリアの聖カタリナと聖バルバラが傍に座し、楽器を弾いている天使たちが玉座の横に立っている。左側の男性像はおそらく寄進者の肖像で、作品を委嘱した人物であるが特定されていない。 
場面は風景の前に設定されており、「閉ざされた庭」 、「聖会話」、「処女殉教聖女の間の聖母 (Virgo inter Virgines)」の要素を組み合わせている。聖会話では、いつも聖母マリアは聖カタリナ、聖バルバラといっしょに表される。本作はメムリンクの穏やかな様式の典型で、構図と色彩に視覚的調和を示している。ヤン・ファン・エイクとロヒール・ファン・デル・ウェイデンの作品に見られる技術を反映し、要素を組み合わせている。なお、メムリンクはファン・デル・ウェイデンのもとで修業をしている。
作品の構図は、メムリンクの『聖ヨハネ祭壇画』 (旧聖ヨハネ病院内ハンス・メムリンク美術館、ブルッヘ) の中央パネルの正確な複製となっている。画家がいつ『聖カタリナの神秘の結婚』を描いたかは不明である。年輪年代学分析によると、おそらく1480年の制作のようである。聖母の玉座上のあずまやのアーチは後年、おそらく16世紀に描きくわえられた。

## 作品
聖母マリアと幼子イエス・キリストの横には聖人と天使たちがおり、聖なる人々の左側に寄進者が跪いている。マリアは豊かな織物のバルダッキーノの下、玉座に座り、幼子イエスを膝の上に抱いている。典礼用衣服を纏い、楽器を持った2人の天使が2人の聖人の少し後ろで玉座の両側に立っている。左側の天使は携帯オルガンを弾いており、右側の天使はハープを持っている。殉教した処女聖人、アレクサンドリアの聖カタリナはマリアの左側に跪いている。右側には『ミサ典書』を読んでいる聖バルバラがいる。寄進者は手に玉の付いたロザリオを持ち、聖カタリナの背後に跪いている。小さな財布、または紋章が彼の腰に付けられているのが微かに見える。

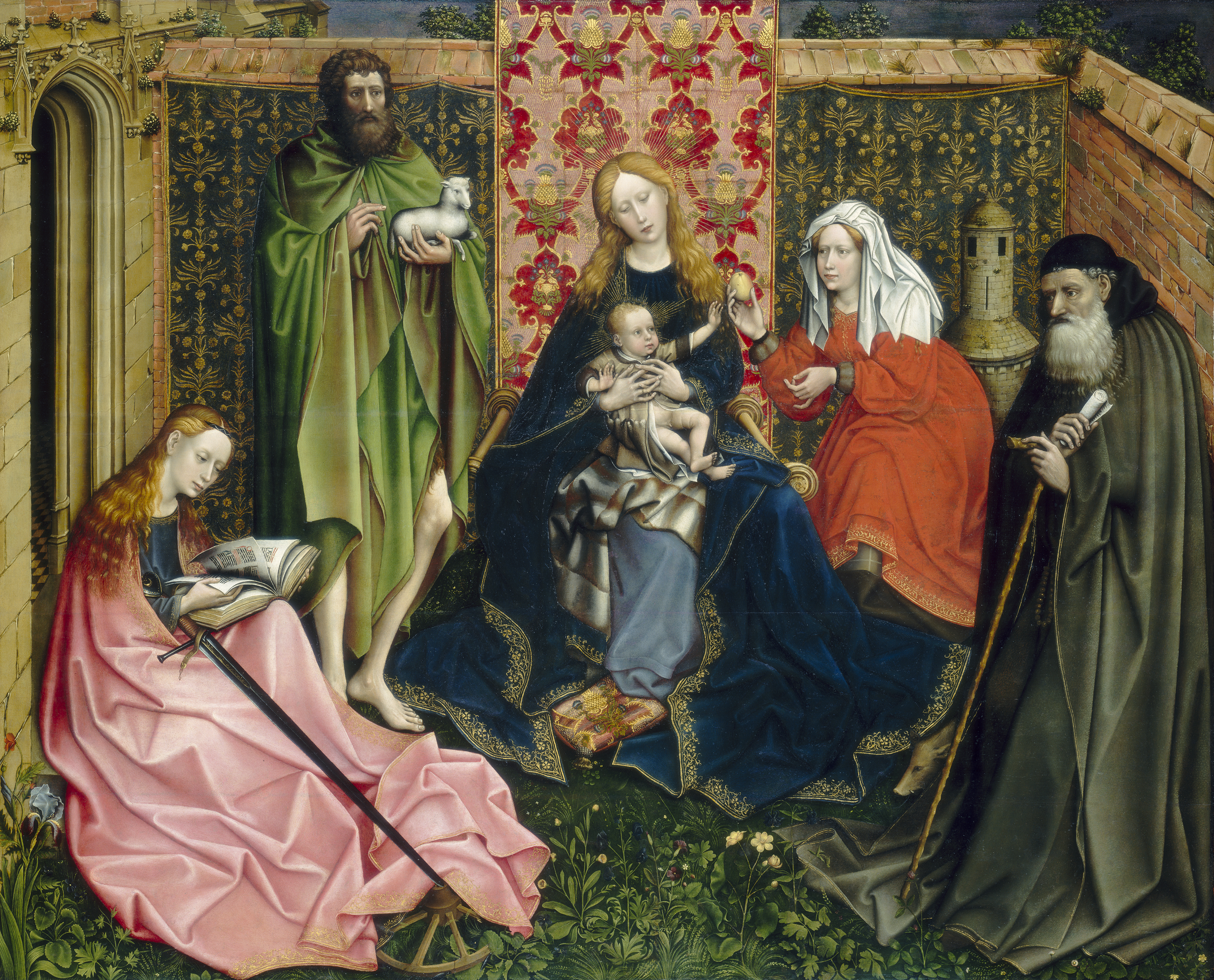
ロベルト・カンピン『閉ざされた庭の聖母子と聖人たち』、14世紀末-15世紀初頭。

聖カタリナは、中世に非常に高い崇拝を受け、人気でもマグダラのマリアにのみ次ぐ存在であった。ローマ皇帝マクセンティウスは、カタリナを鉄の突起のある車輪の上で拷問にかけ、後に彼女がキリストと結婚していると宣言すると、彼女の首を切った。伝説によれば、彼女の「神秘の結婚」は夢の中で起き、目覚めた時、彼女の指に指輪が付いていたという。彼女の象徴は壊れた車輪と剣で、それらは前景にあり、彼女のオコジョの毛皮の縁取りのあるスカートの豊かな襞の下から垣間見えている。
自身の王家の生まれを示すために、カタリナは頭上に王冠を被り、豊かな衣服、すなわち、白いタバード (陣羽織)、赤いベルベットの袖、豊かな文様のある織物のスカートに身を包んでいる。 彼女は左手を幼子キリストに伸ばし、彼は彼女の指に指輪を置いているが、それは彼らの精神的、または神秘的結婚を象徴している。 美術史家のジェームズ・スナイダーは、メムリンク芸術に典型的に、「瞬間のドラマは、登場人物たちの顔の表情に少しも反映していない」と記している。
もう1人の花嫁である聖バルバラは、カタリナとは反対側に座っており、塔の前にいる。塔は、父親が彼女を閉じ込め、彼女が密かに洗礼を受けた場所として彼女を特定するアトリビュートである。党は聖餐式のパンのための聖体顕示台の形をしており、その3つの窓は三位一体を象徴している。
1910年、ジェームズ・ウィールは、カタリナをおそらくマリー・ド・ブルゴーニュの初期の肖像として、そしてバルバラをマーガレット・オブ・ヨークの最初期の肖像として特定したが、中世の美術史家であるトーマス・クレンはその可能性が高いと考えている。2人の女性は、ヘントの聖バルバラのギルドに所属していた。マーガレット・オブ・ヨークは熱心な聖書愛読家で、数々の装飾写本を委嘱したが、そのうちの1つは『聖カタリナの生涯』であった。
エインズワースによれば、女性の顔立ちはメムリンクの芸術的発展を示しており、この時期までに画家は「ある種の女性像の型を確立するのに成功した」と記している。その女性像の型とは、優雅な楕円形の顔、幅の広い目、細い顎、そして、優しく、至福の受容の状態を映す表情である。

## 図像学

ヴィルゴ・インテル・ヴィルギネスの画家 (Master of the Virgo inter Virgines) 『聖母子と殉教聖女たち』、1480年代後半。

後期ゴシック美術における一般的な聖母マリアの表現方法は、聖母子を「閉ざされた庭」 に描くことであった。メムリンクは、集団を開かれた背景の風景に配置することで主題を拡大している。マリアの象徴であるアヤメは彼女の玉座背後の庭に見える。閉ざされた庭のモティーフは、雅歌で喚起されるマリアの純潔性を象徴している。
絵画はまた「聖会話」、そしてより具体的には「処女殉教聖女の間の聖母」の要素を含んでいる。「聖会話」で、聖母子は聖人、寄進者といっしょに表されているが、「処女殉教聖女の間の聖母」では、聖母子は処女殉教聖女とのみ表され、ほとんど寄進者は表されない。この主題は、15世紀終わりのネーデルラントで人気を博した。ほとんどいつも閉ざされた庭に設定され、人物群はいつも聖母子と聖カタリナ、聖バルバラである。しばしば、聖カタリナの神秘の結婚が描かれた。寄進者の願い、または作品の目的によって、聖ドロテア、または聖セシリアのようなほかの処女聖女も人物群に追加された。パウラ・パンプリン (Paula Pumplin) は、この主題の起源はフーゴー・ファン・デル・グース、またはメムリンクによるものかもしれないと記述している
。
天蓋上にあるアーチ型ブドウ棚のあずまやは後世に付け加えられたもので、おそらく寄進者、または次の所有者の希望によるものであろう。技術的調査によると、メムリンクの様式とあずまやを描いた手の間には顕著な相違点が明らかになっている。緑色の顔料は緑色の背景の風景の顔料とは異なっている。さらに、筆触は、「背景の風景の様式化された木々と灌木を特徴づける図式的筆触より幅広く、より自然に忠実なものである」。ブドウ棚のあずまやは広範な下絵には見られない。アカデミア美術館 (フィレンツェ)  にある本作の16世紀初期の複製は類似したモティーフを持っているが、そのことは、あずまやがメムリンクの生前、または死後すぐに描きくわえられたことを示唆している。あずまやに用いられている絵具は絵画に用いられている絵具層と年代的に類似しており、あずまやが絵画の制作直後に、おそらく寄進者の希望で追加されたという説に信憑性を与えている。絵画の所有者が、新たな状況に合わせるため絵画に変更を希望することは異例なことではなかった。当時、ブドウ棚は、図像学的にキリストの血を意味する手段で、メムリンクのブルッヘの町では特に重要であった。というのは、ブルッヘの聖血聖堂は、キリストの血の聖遺物を所蔵していると考えられたからである。

そのような15世紀の絵画は典型的な礼拝画で、死後の精神的救済を求める寄進者により委嘱された。美術史家のガイ・ボーマン (Guy Bauman) は、ヤン・ファン・エイク  (1434–1436年) の『ファン・デル・パーレの聖母子』 (1434–1436年)  がこれらの中で最も刺激的で、リアルなものであると考えている。彼は、ファン・エイクが「別世界における俗なる人と聖なる人の出会い」を完璧に捉えていると記述している。メムリンクの『聖カタリナの神秘の結婚』の意図については不明である。聖母信仰を示す寄進者の手にある祈禱用の数珠以外、彼については何も知られていない。ボーマンは、作品が碑文、または記念碑的なものであったと推測する。というのは、メムリンクが寄進者を聖人たちの背後に配置したことは、ファン・エイクの『ファン・デル・パーレの聖母子』とやや類似しているからである。

## 様式と構図

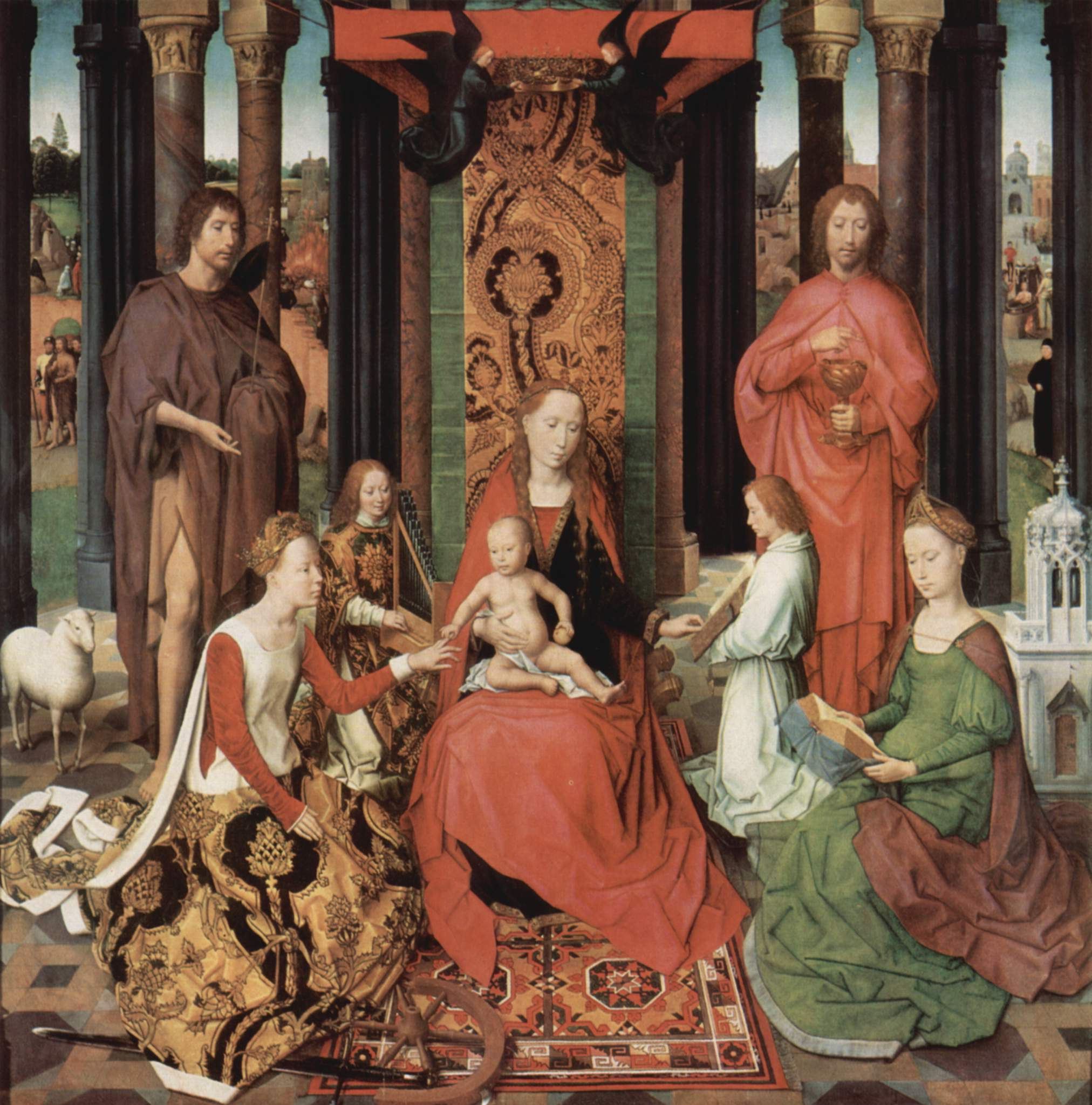
『聖ヨハネ祭壇画』の中央パネル

メムリンクは、ほぼ確実にロヒール・ファン・デル・ウェイデンのもとで修業をし、その様式は若かった画家に影響を与えた。1460年代終わりまでに、メムリンクの様式は発展を遂げていた。マックス・フリードレンダーによれば、メムリンクは、「聖母マリアを聖女たちの中に提示する時、最上の出来を示す、静かな雰囲気をたじろがずに絵画的に解釈する画家として、あるいは肖像画家として一番よく特徴づけられる」。メムリンクは、静謐さと優美さを捉える様式で知られているが、 そのことにより19世紀後半に多大な賞賛を得て、当時、「魂で見る画家」と考えられていた。しかし、20世紀初めには、革新性がないとして批判された。ベルンハルト・リッデルブロス (Bernhard Ridderbros) は、どちらの批評も「非常なものであった彼の作品の重要性」をメムリンクに認めていないとし、彼が先達であるファン・デル・ウェイデンとファン・エイクの技術とモティーフをいかに融合させたかを認めていないと記述している。
『聖カタリナの神秘の結婚』の構図は、メムリンクの『聖ヨハネ祭壇画』 (旧聖ヨハネ病院内ハンス・メムリンク美術館) の中央パネルとほとんど同一である。違いは、『聖ヨハネ祭壇画』が柱のある空間に設定されていることである。エインズワースによれば、聖人たちの服装の襞の違いを別とすれば、人物たちは「事実上、類型、衣装、ジェスチャーが同じ」である。『聖ヨハネ祭壇画』は 、洗礼者聖ヨハネと福音書記者聖ヨハネが天上の人物たちの傍らにいるが、本作では、1人の寄進者が聖カタリナの左側に表されている。ボーマンは、寄進者が左側に存在していることは邪魔であると提唱し、メムリンクの左右対称性への嗜好は「寄進者を聖バルバラの塔と釣り合わせるという奇妙な構図的解決法にいたっている」と記述している。

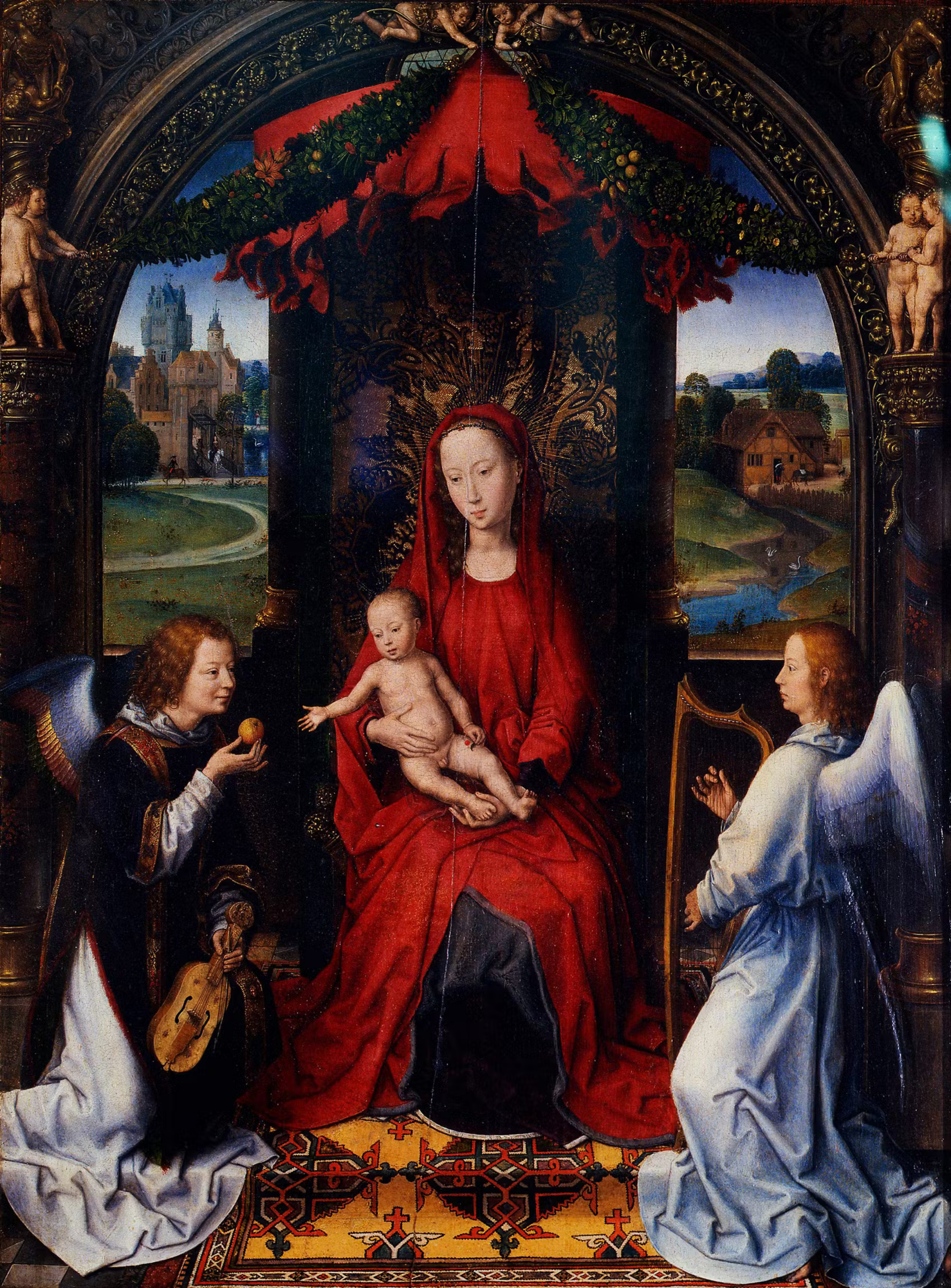
「玉座の聖母子と天使たち」、1480年ごろ。『パガニョッティ三連祭壇画』の中央パネル。ウフィツィ美術館、フィレンツェ。

エインズワースは、本作は「自発的で、むしろ緻密な下絵を明らかにしており、それはメムリンクに典型的なものである」と説明している。彼女は、メムリンクが初期段階の工房の習作を本作、および同じ場面の類似したほかの作品の基礎として用いたと推測している。 技術的分析を通して見られる黒チョークの下絵の性質は、画家が滑らかな画面を作るために絵具層を用いる前に下絵を自由に描いたことを示唆している。本作と『聖ヨハネ祭壇画』はその類似点にもかかわらず、テンプレート、またはほかの複製を制作する機械的手段の結果ではないことはほぼ確実である。
メムリンクは、類似作品を制作することにおいて独自であった。シャーリー・ブラム (Shirley Blum) によれば、メムリンクは「以前のネーデルラント絵画には決して見られなかった程度に場面とモティーフを複製した」。ブラムは、彼は『聖ヨハネ祭壇画』の3枚のパネルにわたる統一感を達成することに失敗したが、図像を単純化することにより、そして1枚のパネルに1つの概念を描くことによって解決したと記述している。圧倒的に大きな聖母像が彼女の立っている教会を象徴しているファン・エイクとは異なり、隠された、または偽装された象徴性はメムリンクの作品には欠如している。彼の直截的で、文字通りの細部は聖母の装飾と背景として以外には何の機能性も持っていない。後の彼の作品では、装飾性はますます精緻で、イタリア的なものとなった。フリートレンダーはメムリンクをフラ・アンジェリコにたとえ、メムリンクはそれほど自身の作品を複製したわけではないが、むしろ「自身の想像力の中で形成された聖母子像を絵画化したゆえに、いつも同じ身体と魂を描いたのである」と述べている。

## 帰属と来歴
メムリンクの作品のうち2点のみが間違いなく彼に帰属され、制作年が記されている。両作とも旧ヨハネ病院にあるが、そのうちの1点は1479年の制作年のある『聖ヨハネ祭壇画』で、その年にほぼ確実にヨハネ病院に設置された。もう1点の『ヤン・フロレインスの三連祭壇画』には銘文があり、おそらく病院の主教か兄弟員により委嘱されたのであろう。本作の帰属と制作年の判定は様式的分析にもとづいているが、メムリンクはこのような構図を繰り返し描いているので、制作年の判定はより難しいものとなっている。一般的に、美術史家は、メムリンクが『聖カタリナの神秘の結婚』を『聖ヨハネ祭壇画』とほぼ同時期の、おそらく1480年ごろに制作したということで合意している。フリートレンダーは1916年、最初に1480年という制作年を提案した が、それは以来、年輪年代学分析によって裏付けられている。
本作の所有者については、ロンドンのジョシュア・レノルズに購入される以前はまったく記録がない。レノルズは作品をブルッヘに旅行した際に、またはアッシュボーンのジョン・テイラーから取得したのかもしれない。作品は、ロンドンのデイヴンポート (Davenport) という夫人に遺贈され、彼女はバーリントン・ハウスで作品を展示した。不明の時期に、作品は建築家のG. F. ボッドリーに購入され、後にロンドンの美術商に売却された。彼は作品を洗浄し、パリの美術商レオポール・ゴルドシュミット (Leopold Goldschmidt) に渡した。ゴルドシュミットは、作品を1902年の初期フランドル派絵画展で展示した。1911年、アメリカの美術品収集家ベンジャミン・アルトマンが作品を20万ドルで購入し、1903年の死に際し、ニューヨークのメトロポリタン美術館のアルトマン・コレクションに遺贈した。